# Pierre Larquey
Pierre Larquey (Cénac, 10 luglio 1884 – Maisons-Laffitte, 17 aprile 1962) è stato un attore francese, caratterista molto noto del cinema francese tra gli anni trenta e cinquanta del Novecento.

## Filmografia parziale
- Vive la classe, regia di Maurice Cammage (1932)
- L'Enfant du miracle, regia di André Gillois (1932)
- Al guinzaglio di Eva (Un Fil à la patte) regia di Charles Anton (1933)
- Madame Bovary, regia di Jean Renoir (1933)
- Topaze, regia di Louis J. Gasnier (1933)
- Non siamo più ragazzi (Nous ne sommes plus des enfants), regia di Augusto Genina (1934)
- La donna dai due volti (Le Grand jeu), regia di Jacques Feyder (1934)
- Un uomo d'oro (Un homme en or), regia di Jean Dréville (1934)
- Zouzou, regia di Marc Allégret (1934)
- L'oro per la strada (L'Or dans la rue), regia di Curtis Bernhardt (1934)
- Il sentiero della felicità (Les Beaux jours), regia di Marc Allégret (1935)
- Su con la vita! (Fanfare d'amour), regia di Richard Pottier (1935)
- Un oiseau rare, regia di Richard Pottier (1935)
- La mariée du régiment, regia di Maurice Cammage (1936)
- Le roman d'un spahi, regia di Michel Bernheim (1936)
- La cittadella del silenzio (La Citadelle du silence), regia di Marcel L'Herbier (1937)
- La signorina mia madre (Mademoiselle ma mère), regia di Henri Decoin (1937)
- Le tre mogli di papà (La Chaleur du sein), regia di Jean Boyer (1938)
- Le journal tombe à cinq heures, regia di Georges Lacombe (1942)
- L'assassino abita al 21 (L'Assassin habite... au 21), regia di Henri-Georges Clouzot (1942)
- Amore proibito (Le Bienfaiteur), regia di Henri Decoin (1942)
- La mano del diavolo (La Main du diable), regia di Maurice Tourneur (1943)
- Il corvo (Le Corbeau), regia di Henri-Georges Clouzot (1943)
- Solo una notte (Sylvie et le fantôme), regia di Claude Autant-Lara (1946)
- Legittima difesa (Quai des Orfèvres) regia di Henri-Georges Clouzot (1947)
- Il fiacre n. 13, regia di Raoul André e Mario Mattoli (1948)
- Le Dindon, regia di Claude Barma (1951)
- Topaze, regia di Marcel Pagnol (1951)
- Versailles (Si Versailles m'était conté) regia di Sacha Guitry (1954)
- I diabolici (Les diaboliques) regia di Henri-Georges Clouzot (1955)
- le vergini di Salem (Les sorcières de Salem), regia di Raymond Rouleau (1957)
- Le spie (Les Espions) regia di Henri-Georges Clouzot (1957)
- Il presidente (Le Président), regia di Henri Verneuil (1961)
- Assassinio sulla Costa Azzurra (Les Bras de la nuit), regia di Jacques Guymont (1961)

## Doppiatori italiani
- Lauro Gazzolo in L'assassino abita al 21, Assassinio sulla Costa Azzurra
- Mario Besesti in I diabolici
- Sandro Tuminelli in Il corvo (ridoppiaggio)[1]